# أحمد حسن (سياسي سوري)
أحمد حسن دبلوماسي وسياسي سوري شغل منصب وزير الإعلام في الفترة من 2003 إلى 2004.

## النشأة
حسن ينحدر من عائلة علوية[ ؟ ] ومقر نفوسه في طرطوس. ولد في قرية قرب اللاذقية ثم انتقل إلى بانياس.

## المسيرة المهنية
عمل حسن كمدير أول مدرسة بعثية في الستينيات. كان عضو في الفرع الإقليمي السوري لحزب البعث العربي الاشتراكي وقريب نائب الرئيس السابق عبد الحليم خدام. كان أيضا عضوا مساعد في القيادة الوطنية حتى عام 1984 عندما قام الرئيس حافظ الأسد بإزالة فصيل خدام من القيادة.
عمل حسن سفيرا لسوريا في إيران لوقت طويل منذ أوائل التسعينات حتى استبدل به حامد حسن في مايو 2003. عين وزيرا للإعلام في عام 2003 حيث حل محل عدنان عمران في المنصب. انتهت فترة خدمة حسن في أكتوبر 2004 وخلفه مهدي دخل الله كوزير للإعلام.